# Canton d'Aubenas-2
Le canton d'Aubenas-2 est une circonscription électorale française du département de l'Ardèche, créée par le décret du 24 février 2014 et entrée en vigueur lors des élections départementales de 2015.

## Histoire
Un nouveau découpage territorial de l'Ardèche entre en vigueur en mars 2015, défini par le décret du 13 février 2014, en application des lois du 17 mai 2013 (loi organique 2013-402 et loi 2013-403). Les conseillers départementaux sont, à compter de ces élections, élus au scrutin majoritaire binominal mixte. Les électeurs de chaque canton élisent au Conseil départemental, nouvelle appellation du Conseil général, deux membres de sexe différent, qui se présentent en binôme de candidats. Les conseillers départementaux sont élus pour six ans au scrutin binominal majoritaire à deux tours, l'accès au second tour nécessitant 12,5 % des inscrits au premier tour. En outre la totalité des conseillers départementaux est renouvelée. Ce nouveau mode de scrutin nécessite un redécoupage des cantons dont le nombre est divisé par deux avec arrondi à l'unité impaire supérieure si ce nombre n'est pas entier impair, assorti de conditions de seuils minimaux. En Ardèche, le nombre de cantons passe ainsi de 33 à 17. Le canton d'Aubenas-2 fait partie des huit nouveaux cantons du département, les neuf autres cantons portant la dénomination d'un ancien canton, mais avec des limites territoriales différentes.

## Représentation
| Période élective | Période élective | Mandat | Mandat   | Identité        | Nuance | Nuance | Qualité |
| ---------------- | ---------------- | ------ | -------- | --------------- | ------ | ------ | --- |
| 2015             | 2021             | 2015   | 2021     | Sabine Buis     |        | PS     | Professeure du secondaire Députée (2012-2017) 10e vice-présidente, chargée de l’attractivité, de l’agriculture, de la relation aux territoires et de la participation citoyenne                           |
| 2015             | 2021             | 2015   | 2021     | Max Chaze       |        | PS     | Retraité Maire de Saint-Sernin depuis 2001 |
| 2021             | 2028             | 2021   | en cours | Sandrine Genest |        | DVD    | Cadre de la fonction publique Maire de Lachapelle-sous-Aubenas, conseillère régionale 1ère vice-présidente chargée de la santé et des politiques contractuelles Suppléante du sénateur LR Mathieu Darnaud |
| 2021             | 2028             | 2021   | en cours | Max Tourvieilhe |        | DVD    | Maire de Vesseaux, Président de la Communauté de communes du bassin d'Aubenas Conseiller(e) départemental(e) délégué(e) chargé(e) du numérique                                                            |

### Résultats détaillés

#### Élections de mars 2015
À l'issue du premier tour des élections départementales de 2015, trois binômes sont en ballottage : Sabine Buis et Max Chaze (PS, 31,82 %), Sandrine Genest et Max Tourvieilhe (Union de la Droite, 29,79 %) et Alain Coppens et Christiane Grangis (FN, 23,82 %). Le taux de participation est de 55,67 % (8 238 votants sur 14 797 inscrits) contre 55,97 % au niveau départemental et 50,17 % au niveau national.
Au second tour, Sabine Buis et Max Chaze (PS) sont élus avec 42,97 % des suffrages exprimés et un taux de participation de 58,5 % (3 544 voix pour 8 655 votants et 14 794 inscrits).

#### Élections de juin 2021
Le premier tour des élections départementales de 2021 est marqué par un très faible taux de participation (33,26 % au niveau national). Dans le canton d'Aubenas-2, ce taux de participation est de 34,85 % (5 439 votants sur 15 606 inscrits) contre 37,36 % au niveau départemental. À l'issue de ce premier tour, deux binômes sont en ballottage : Sandrine Genest et Max Tourvieilhe (DVD, 36,95 %) et Sabine Buis et Max Chaze (Union à gauche, 31,29 %).
Le second tour des élections est marqué une nouvelle fois par une abstention massive équivalente au premier tour. Les taux de participation sont de 34,3 % au niveau national, 40,7 % dans le département et 38,95 % dans le canton d'Aubenas-2. Sandrine Genest et Max Tourvieilhe (DVD) sont élus avec 51,29 % des suffrages exprimés (2 943 voix pour 6 082 votants et 15 613 inscrits),,.

## Composition
| Nom                             | Code Insee | Intercommunalité           | Superficie (km2) | Population (dernière pop. légale)               | Densité (hab./km2) | Modifier                                    |
| ------------------------------- | ---------- | -------------------------- | ---------------- | ----------------------------------------------- | ------------------ | ------------------------------------------- |
| Aubenas (bureau centralisateur) | 07019      | CC du Bassin d'Aubenas     | 14,32            | Fraction : 5 368 (2022) Commune : 12 488 (2022) | 872                | modifier les données · modifier les données |
| Ailhon                          | 07002      | CC du Bassin d'Aubenas     | 7,80             | 553 (2022)                                      | 71                 | modifier les données · modifier les données |
| Fons                            | 07091      | CC du Bassin d'Aubenas     | 4,03             | 317 (2022)                                      | 79                 | modifier les données · modifier les données |
| Lachapelle-sous-Aubenas         | 07122      | CC du Bassin d'Aubenas     | 10,12            | 1 840 (2022)                                    | 182                | modifier les données · modifier les données |
| Lanas                           | 07131      | CC des Gorges de l'Ardèche | 9,85             | 431 (2022)                                      | 44                 | modifier les données · modifier les données |
| Lentillères                     | 07141      | CC du Bassin d'Aubenas     | 8,72             | 236 (2022)                                      | 27                 | modifier les données · modifier les données |
| Mercuer                         | 07155      | CC du Bassin d'Aubenas     | 7,57             | 1 315 (2022)                                    | 174                | modifier les données · modifier les données |
| Saint-Didier-sous-Aubenas       | 07229      | CC du Bassin d'Aubenas     | 2,76             | 924 (2022)                                      | 335                | modifier les données · modifier les données |
| Saint-Étienne-de-Boulogne       | 07230      | CC du Bassin d'Aubenas     | 14,97            | 404 (2022)                                      | 27                 | modifier les données · modifier les données |
| Saint-Étienne-de-Fontbellon     | 07231      | CC du Bassin d'Aubenas     | 9,51             | 2 894 (2022)                                    | 304                | modifier les données · modifier les données |
| Saint-Michel-de-Boulogne        | 07277      | CC du Bassin d'Aubenas     | 7,53             | 148 (2022)                                      | 20                 | modifier les données · modifier les données |
| Saint-Privat                    | 07289      | CC du Bassin d'Aubenas     | 6,13             | 1 664 (2022)                                    | 271                | modifier les données · modifier les données |
| Saint-Sernin                    | 07296      | CC du Bassin d'Aubenas     | 5,78             | 1 842 (2022)                                    | 319                | modifier les données · modifier les données |
| Vesseaux                        | 07339      | CC du Bassin d'Aubenas     | 18,71            | 2 048 (2022)                                    | 109                | modifier les données · modifier les données |
| Vinezac                         | 07343      | CC du Bassin d'Aubenas     | 10,91            | 1 388 (2022)                                    | 127                | modifier les données · modifier les données |
| Canton d'Aubenas-2              | 0704       |                            |                  | 21 372 (2022)                                   |                    | modifier les données                        |

Le canton d'Aubenas-2 comprend :
1. Quatorze communes entières,
2. La partie de la commune d'Aubenas non incluse dans le canton d'Aubenas-1.

## Démographie
En 2022, le canton comptait 21 372 habitants, en évolution de +3,4 % par rapport à 2016 (Ardèche : +2,48 %, France hors Mayotte : +2,11 %).
| 2013   | 2018   | 2022   |
| ------ | ------ | ------ |
| 19 977 | 20 698 | 21 372 |